# Ель-Франко
Ель-Франко (ісп. El Franco) — муніципалітет в Іспанії, у складі автономної спільноти Астурія. Населення — 4073 осіб (2009).
Муніципалітет розташований на відстані близько 440 км на північний захід від Мадрида, 85 км на захід від Ов'єдо.
Муніципалітет складається з таких паррокій: Аранседо, Ла-Бранья, Ла-Карідад, Лебредо, М'юдес, Прендонес, Вальдепарес, Вільяльмарсо.

## Демографія
Динаміка населення (INE ):

## Галерея зображень

Розташування муніципалітету
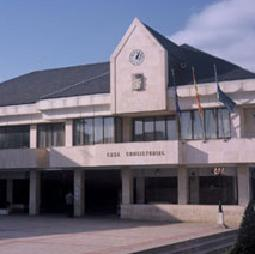
Муніципальна рада